# 大河内信相
大河内 信相（おおこうち のぶすけ）は、江戸時代中期の旗本。大河内宗家16代。石高は715石。

## 生涯
天和3年（1683年）に大河内信久の長男として生まれる。元禄4年（1691年）9月1日、初めて将軍綱吉に拝謁する。元禄9年（1696年）8月に父が死去し、12月9日に家督を相続して寄合となる。元禄11年（1698年）6月29日、武蔵国高麗郡にあった知行地を足立郡に移され、8月にはさらに埼玉郡に移された。元禄14年（1701年）5月26日、中奥番士となる。宝永元年（1704年）3月、小普請となる。正徳3年（1713年）7月22日に死去。享年31。